# Liste de jeux Super Nintendo

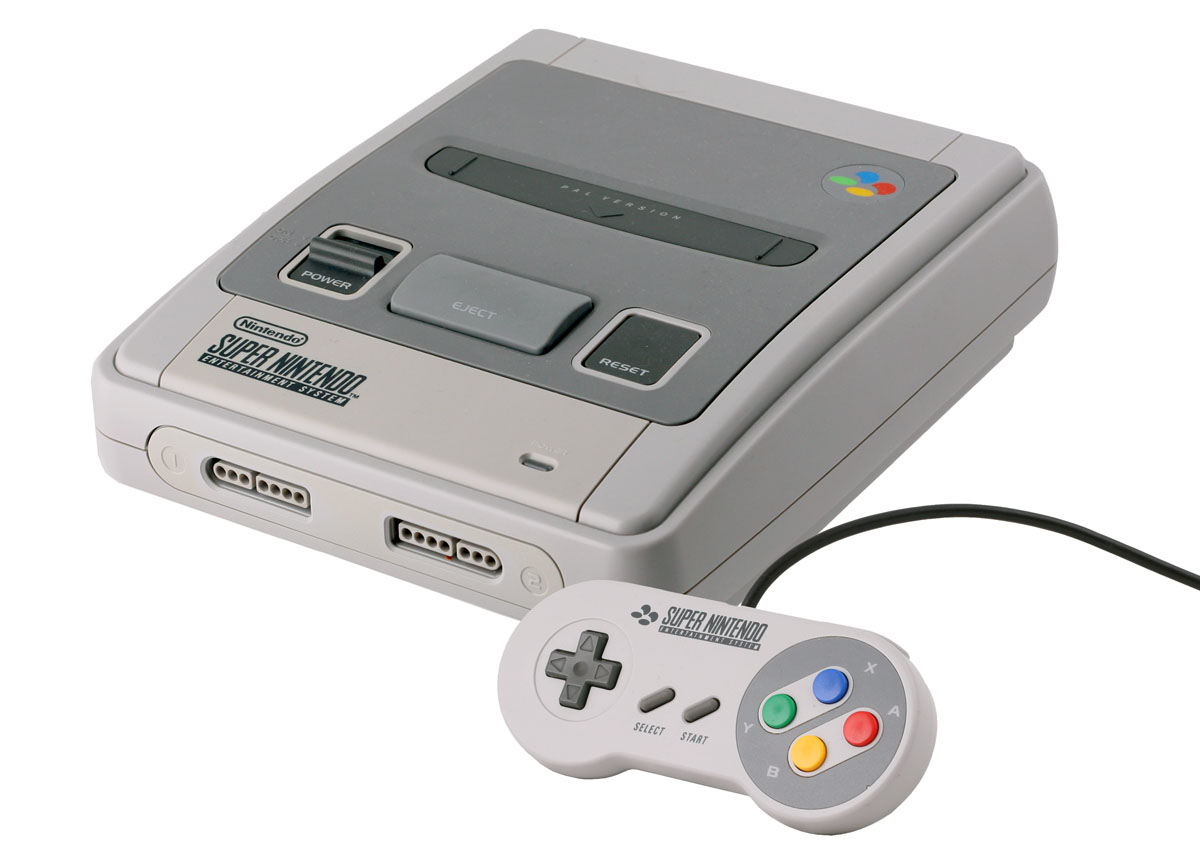
La Super-Nes

La liste des jeux vidéo sortis sur Super Nintendo répertorie les jeux qui sont sortis sur cette console en Europe et en Amérique du Nord. Pour les jeux sortis au Japon et en Asie, consultez la liste de jeu Super Famicom. Pour les jeux sortis au Japon sur Satellaview, consultez la liste de jeux Satellaview.
Remarque : 
- Tous les jeux de la liste sont sortis en Amérique du Nord et Europe sauf précision du pays de sortie après le nom du jeu.

- Haut – A
- B
- C
- D
- E
- F
- G
- H
- I
- J
- K
- L
- M
- N
- O
- P
- Q
- R
- S
- T
- U
- V
- W
- X
- Y
- Z

## 0-9
- 2022 Super Final Fighter Force 1 & 2022 Hyper Final Fighter Force 1- Amérique du Nord
- 3 Ninjas Kick Back - Amérique du Nord
- 7th Sega, The - Amérique du Nord
- 90 Minutes: European Prime Goal - Europe

## A
- Aaahh!!! Real Monsters
- ABC Monday Night Football - Amérique du Nord
- ACME Animation Factory
- ActRaiser
- ActRaiser 2
- Addams Family Values
- Addams Family, The
- Addams Family, The: Pugsley's Scavenger Hunt
- Adventures of Batman and Robin, The
- Adventures of Dr. Franken
- Adventures of Mighty Max, The
- Adventures of Rocky and Bullwinkle and Friends, The - Amérique du Nord
- Aero Fighters - Amérique du Nord
- Aero the Acro-Bat
- Aero the Acro-Bat 2
- Aerobiz - Amérique du Nord
- Aerobiz Supersonic - Amérique du Nord
- Aguri Suzuki F-1 Super Driving - Nom américain = Redline F-1 Racer
- Air Cavalry
- Al Unser Jr's Road to the Top
- Alfred Chicken - Nom américain = Super Alfred Chiken
- Alien 3
- Alien vs. Predator
- All-American Championship Football - Europe
- American Gladiators - Amérique du Nord
- An American Tail: Fievel Goes West
- Andre Agassi Tennis - Amérique du Nord
- Animaniacs
- Another World - Nom américain = Out of this World
- Arcana - Amérique du Nord
- Archer MacLean's Super Dropzone - Europe
- Ardy Lightfoot
- Arkanoid - Nom américain = Arkanoid: Doh it again
- Art of Fighting
- Astérix - Europe
- Astérix et Obélix - Europe
- Axelay

## B
- B.O.B.
- Ballz 3D  - Amérique du Nord
- Barbie Super Model - Amérique du Nord
- Barkley: Shut Up and Jam!
- Bass Masters Classic - Amérique du Nord
- Bass Masters Classic Pro Edition
- Bassin's Black Bass - Amérique du Nord
- Batman Forever
- Batman Returns
- Battle Blaze - Amérique du Nord
- Battle Cars - Amérique du Nord
- Battle Clash
- Battle Grand Prix - Amérique du Nord
- Battletoads Double Dragon
- Battletoads in Battlemaniacs
- Bazooka Blitzkrieg - Amérique du Nord
- Bebe's Kids - Amérique du Nord
- Beethoven : The ultimate canine caper
- Best of the Best : Championship Karate
- Beware the Ultimate Evil of Warlock
- Big Sky Trooper
- Biker Mice From Mars
- Bill Laimbeer's Combat Basketball - Amérique du Nord
- Bill Walsh College Football - Amérique du Nord
- BioMetal
- Blackhawk - Nom américain = Blackthorne
- Blanco World Class Rugby
- BlaZeon: The Bio-Cyborg Challenge - Amérique du Nord
- Blazing Skies - Nom américain = Wings 2 : Aces High
- Blues Brothers
- Disney's Bonkers - Amérique du Nord
- Boogerman: A Pick and Flick Adventure
- Boxing Legends of the Ring
- Brain Lord - Amérique du Nord
- Brainies
- Bram Stoker's Dracula
- Brandish - Amérique du Nord
- Brawl Brothers : Rival Turf! 2 – nom américain Brawl Brothers
- BreakThru! - Amérique du Nord
- Breath of Fire - Amérique du Nord
- Breath of Fire II
- Brett Hull Hockey
- Brett Hull Hockey 95 - Amérique du Nord
- Bronkie the Bronchiasaurus - Amérique du Nord
- Brunswick World Tournament of Champions - Amérique du Nord
- Brutal: Paws of Fury
- Bubsy II
- Bubsy in: Claws Encounters of the Furred Kind
- Bugs Bunny: Rabbit Rampage
- Bulls vs. Blazers and the NBA Playoffs

## C
- Cacoma Knight in Biyland - Maroc, Amérique du Nord
- Cal Ripken Jr. Baseball - Amérique du Nord
- California Games 2 - Amérique du Nord
- Cannondale Cup - Amérique du Nord
- Cannon Fodder
- Capcom's MVP Football - Amérique du Nord
- Captain America and the Avengers - Amérique du Nord
- Captain Commando - Amérique du Nord
- Captain Novolin - Amérique du Nord
- Carrier Aces
- Casper
- Castlevania: Vampire's Kiss - Nom américain = Castlevania: Dracula X
- Champion's World Class Soccer
- Championship Pool
- Championship Soccer '94
- Chaos Engine, The - Nom américain = Soldiers of Fortune
- Charles Barkley! Shut Up and Jam
- Chavez Boxing 2 - Amérique du Nord
- Chessmaster - Amérique du Nord
- Chester Cheetah: Too Cool to Fool - Amérique du Nord
- Chester Cheetah: Wild Wild Quest - Amérique du Nord
- Choplifter III
- Chrono Trigger - Amérique du Nord
- Chuck Rock
- Civilization - Amérique du Nord
- ClayFighter
- ClayFighter 2: Judgement Clay
- ClayFighter: Tournament Edition - Amérique du Nord
- Claymates
- Cliffhanger
- Clue - Amérique du Nord
- College Football USA 97 - Amérique du Nord
- College Slam - Amérique du Nord
- Combatribes - Amérique du Nord
- Congo's Caper
- Cool Spot
- Cool World - Amérique du Nord
- CutThroat Island
- Cyber Spin - Amérique du Nord
- Cybernator

## D
- D-Force - Amérique du Nord
- Daffy Duck: The Marvin Missions
- Darius Twin
- David Crane's Amazing Tennis
- Daze Before Christmas  - Australie
- Death and Return of Superman
- Demolition Man
- Demon's Crest
- Dennis - Nom américain = Dennis the Menace
- Desert Fighter - Nom américain = Air Strike Patrol ASP
- Desert Strike: Return to the Gulf
- Dig and Spike Vollyball - Amérique du Nord
- DinoCity
- Dino Dini's Soccer - Europe
- Dirt Racer - Europe
- Dirt Trax FX
- Disney's Aladdin
- Donald in Maui Mallard - Nom américain = Maui Mallard in Cold Shadow
- Donkey Kong Country
- Donkey Kong Country 2: Diddy's Kong Quest
- Donkey Kong Country 3: Dixie Kong's Double Trouble
- Doom
- Doomsday Warrior - Amérique du Nord
- Double Dragon 5: The Shadow Falls
- Dragon : The Bruce Lee Story
- Dragon Ball Z : Super Butoden - France
- Dragon Ball Z : La Légende Saien - France
- Dragon Ball Z : Ultime Menace - France
- Dragon Ball Z: Hyper Dimension - France
- Dragon View - Amérique du Nord
- Dragon's Lair
- Drakkhen
- Dream TV - Amérique du Nord
- Dungeon Master

## E
- EarthBound - Amérique du Nord
- Earthworm Jim
- Earthworm Jim 2
- Earth Defense Force - Amérique du Nord
- Eek! The Cat
- Elite Soccer - Amérique du Nord
- Emmitt Smith Football
- Equinox
- Eric Cantona Football Challenge - Nom américain = World Soccer '94: Road to Glory
- ESPN Baseball Tonight - Amérique du Nord
- ESPN National Hockey Night - Amérique du Nord
- ESPN Speed World - Amérique du Nord
- ESPN Sunday Night NFL - Amérique du Nord
- EVO: Search for Eden - Amérique du Nord
- Exhaust Heat
- Extra Innings - Amérique du Nord
- Eye of the Beholder - Amérique du Nord

## F
- F-Zero
- F1 Pole Position - Europe
- F1 Pole Position 2 - Europe
- F1 ROC II: Race of Champions - Amérique du Nord
- F1 World Championship Edition
- Faceball 2000 - Amérique du Nord
- Family Dog - Amérique du Nord
- Family Feud - Amérique du Nord
- Fatal Fury
- Fatal Fury 2
- Fatal Fury Special
- Fever Pitch Soccer - Nom américain = Head-On Soccer
- FIFA 97 - Nom américain = FIFA Soccer 97
- FIFA 98 : En Route pour la Coupe du Monde - Europe
- FIFA International Soccer
- FIFA Soccer 96
- Fighter's History - Amérique du Nord
- Final Fantasy II - Amérique du Nord
- Final Fantasy III - Amérique du Nord
- Final Fight
- Final Fight 2
- Final Fight 3
- Final Fight Guy - Amérique du Nord
- Firemen, The - Europe
- Firestriker - Amérique du Nord
- First Samurai
- Flashback - Nom américain = Flashback: The Quest for Identity
- Flintstones, The - Amérique du Nord
- Flintstones, The: The Treasure of Sierra Madrock
- Football Fury - Amérique du Nord
- Foreman For Real
- Frank Thomas Big Hurt Baseball
- Frantic Flea - Amérique du Nord
- Frogger - Amérique du Nord
- Full Throttle Racing - Amérique du Nord
- Fun 'n' Games

## G
- Gemfire - Amérique du Nord
- Genghis Khan II: Clan of the Gray Wolf - Amérique du Nord
- George Foreman's KO Boxing - Amérique du Nord
- Ghoul Patrol
- Gods
- Goof Troop
- GP-1
- GP-1: Part II - Amérique du Nord
- Gradius III - Amérique du Nord
- Great Circus Mystery starring Mickey Mouse and Minnie Mouse, The
- Great Waldo Search - Amérique du Nord
- GunForce - Amérique du Nord

## H
- Hagane: The Final Conflict
- HAL's Hole in One Golf
- HammerLock Wrestling - Amérique du Nord
- Hanna Barbera's Turbo Toons - Europe
- Hardball 3 - Amérique du Nord
- Harley's Humongous Adventure - Amérique du Nord
- Harvest Moon
- Hebereke's Popoitto - Europe
- Hebereke's Popoon - Europe
- Hit the Ice - Amérique du Nord
- Home Alone
- Home Alone 2: Lost in New York
- Home Improvement - Amérique du Nord
- Hook - Amérique du Nord
- Humans, The - Europe
- Hungry Dinosaurs - Europe
- Hurricanes, The
- Hyper V-Ball
- HyperZone

## I
- Ignition Factor - Amérique du Nord
- Illusion of Time - Nom américain = Illusion of Gaia
- Imperium - Amérique du Nord
- Incantation (video game) (en)
- Incredible Crash Dummies, The
- Incredible Hulk, The
- Indiana Jones Greatest Adventures Trilogy
- Inindo: Way of the Ninja - Amérique du Nord
- Inspector Gadget - Amérique du Nord
- International Superstar Soccer
- International Superstar Soccer Deluxe
- International Tennis Tour
- Irem Major Title, The - Nom américain = Irem Skins Game, The
- Itchy and Scratchy Game, The - Amérique du Nord
- Izzy's Quest for the Olympic Rings - Amérique du Nord

## J
- J.R.R. Tolkien's The Lord of the Rings, Vol. I
- Jack Nicklaus Golf - Amérique du Nord
- James Bond Jr. - Amérique du Nord
- James Pond's Crazy Sports - Nom américain = The Super Aquatic Games Starring the Aquabats
- James Pond 3: Operation Starfish - Europe
- Jammit - Amérique du Nord
- Jelly Boy - Europe
- Jeopardy! Deluxe - Amérique du Nord
- Jeopardy! Featuring Alex Trebek - Amérique du Nord
- Jeopardy! Sports - Amérique du Nord
- Jetsons: The Invasion of the Planet Pirates - Amérique du Nord
- Jim Lee's Wild C.A.T.S: Covert Action Teams - Amérique du Nord
- Jim Power: The Lost Dimension in 3D - Amérique du Nord
- Jimmy Connors Pro Tennis Tour
- Jimmy Houston's Bass Tournament USA - Amérique du Nord
- Joe and Mac: Caveman Ninja - Amérique du Nord
- Joe and Mac 3: Lost in the Tropics - Nom américain = Joe and Mac 2
- John Madden Football '93
- John Madden's Football - Amérique du Nord
- Judge Dredd
- The Jungle Book - Nom américain = Disney's The jungle Book
- Jungle Strike
- Jurassic Park
- Jurassic Park Part 2: The Chaos Continues
- Justice League Task Force - Amérique du Nord

## K
- Kablooey - Amérique du Nord
- Kawasaki Caribbean Challenge - Amérique du Nord
- Kawasaki Superbike Challenge - Amérique du Nord
- Ken Griffey Jr.'s Winning Run - Amérique du Nord
- Ken Griffey Jr. Presents Major League Baseball - Amérique du Nord
- Kendo Rage - Amérique du Nord
- Kevin Keegan's Player Manager - Europe
- Kick Off - Europe
- Kick Off 3: European Challenge - Europe
- Kid Klown in Crazy Chase
- Killer Instinct
- King Arthur and the Knights of Justice - Amérique du Nord
- King Arthur's World
- King of Dragons - Amérique du Nord
- King of the Monsters - Amérique du Nord
- King of the Monsters 2 - Amérique du Nord
- Kirby's Dream Course
- Kirby's Dream Land 3 - Amérique du Nord
- Kirby's Fun Pak - Nom américain = Kirby Super Star
- Kirby's Ghost Trap - Nom américain = Kirby's Avalanche
- Knights of the Round
- Krusty's Super Fun House
- Kyle Petty's No Fear Racing - Amérique du Nord

## L
- Lagoon
- Lamborghini American Challenge
- Last Action Hero
- Lawnmower Man, The - Amérique du Nord
- Legend
- Legend of the Mystical Ninja, The - Amérique du Nord
- Legend of Zelda, The: A Link to the Past
- Lemmings
- Lemmings 2: The Tribes
- Lester the Unlikely - Amérique du Nord
- Lethal Enforcers
- Lethal Weapon
- Liberty or Death - Amérique du Nord
- Looney Tunes Basketball - Nom américain = Looney Tunes B-Ball
- Looney Tunes: Road Runner
- Lost Vikings, The
- Lost Vikings II, The - Nom américain = Lost Vikings 2
- Lost World: Jurassic Park, The
- Lucky Luke - Europe
- Lufia - Nom américain = Lufia II: Rise of the Sinistrals
- Lufia and the Fortress of Doom - Amérique du Nord

## M
- Madden NFL '94 - Amérique du Nord
- Madden NFL '95 - Amérique du Nord
- Madden NFL '96 - Amérique du Nord
- Madden NFL '97 - Amérique du Nord
- Madden NFL '98 - Amérique du Nord
- Magic Boy
- Magic Sword
- Magical Quest Starring Mickey Mouse,The
- Magical Quest 3 starring Mickey and Donald
- Manchester United Soccer - Europe
- Mario is Missing!
- Mario Paint
- Mario's Early Years: Fun With Letters - Amérique du Nord
- Mario's Early Years: Fun With Numbers - Amérique du Nord
- Mario's Early Years: Pre-School - Amérique du Nord
- Mario's Time Machine - Amérique du Nord
- Mark Davis' The Fishing Master - Amérique du Nord
- Marko's Magic Football - Europe
- Marvel Super Heroes in War of the Gems - Amérique du Nord
- Mary Shelley's Frankenstein - Amérique du Nord
- Mask,The
- Math Blaster: Episode 1 - Amérique du Nord
- Maui Mallard in Cold Shadow
- Mecarobot Golf - Amérique du Nord
- MechWarrior
- MechWarrior 3050
- Mega Lo Mania - Europe
- Mega Man 7
- Mega Man Soccer - Amérique du Nord
- Mega Man X
- Mega Man X2
- Mega Man X3
- Metal Combat: Falcon's Revenge
- Metal Marines - Amérique du Nord
- Metal Morph - Amérique du Nord
- Metal Warriors - Amérique du Nord
- Michael Andretti's Indy Car Challenge - Amérique du Nord
- Michael Jordan: Chaos in the Windy City
- Mickey Mania - Nom américain = Mickey Mania: The Timeless Adventures of Mickey Mouse
- Mickey's Ultimate Challenge - Amérique du Nord
- Micro Machines - Amérique du Nord
- Micro Machines 2: Turbo Tournament - Europe
- Midway Presents Arcade's Greatest Hits : The Atari Collection 1
- Might and Magic III: Isles of Terra - Amérique du Nord
- Mighty Morphin Power Rangers
- Mighty Morphin Power Rangers: The Movie - Amérique du Nord
- Mighty Morphin Power Rangers: The Fighting Edition - Amérique du Nord
- Miracle Piano Teaching System, The - Amérique du Nord
- Mystic Quest Legend - Nom américain = Final Fantasy Mystic Quest
- MLBPA Baseball - Amérique du Nord
- Mohawk and Headphone Jack
- Monopoly - Amérique du Nord
- Mortal Kombat
- Mortal Kombat II
- Mortal Kombat 3
- Mountain Bike Rally - Amérique du Nord
- Mr. Do!
- Mr. Nutz
- Ms. Pac-Man
- Musya: The Classic Japanese Tale of Horror
- Mutant Chronicles Doom Troopers

## N
- Natsume Championship Wrestling - Amérique du Nord
- NBA All-Star Challenge - Amérique du Nord
- NBA Give 'N Go
- NBA Hang Time - Amérique du Nord
- NBA Jam
- NBA Jam Tournament Edition
- NBA Live 95 - Amérique du Nord
- NBA Live 96
- NBA Live 97
- NBA Live 98 - Amérique du Nord
- NBA Showdown - Amérique du Nord
- NCAA Final Four Basketball - Amérique du Nord
- NCAA Football - Amérique du Nord
- Newman Haas IndyCar featuring Nigel Mansell
- NFL Football
- NFL Quarterback Club - Amérique du Nord
- NFL Quarterback Club '96 - Amérique du Nord
- NHL '94
- NHL '95
- NHL '96
- NHL '97
- NHL '98 - Amérique du Nord
- NHL Stanley Cup
- NHLPA Hockey '93
- Nickelodeon Guts - Amérique du Nord
- Nigel Mansell's World Championship Racing
- Nightmare Busters
- Ninja Gaiden Trilogy - Amérique du Nord
- Ninja Warriors: The New Generation, The - Nom américain = The Ninja Warriors Again
- Nintendo Scope 6 - Nom américain = Super Scope 6
- No Escape - Amérique du Nord
- Nobunaga's Ambition - Amérique du Nord
- Nobunaga's Ambition: Lord of Darkness - Amérique du Nord
- Nolan Ryan's Baseball - Amérique du Nord
- Nosferatu - Amérique du Nord

## O
- Obitus - Amérique du Nord
- Ogre Battle: The March of the Black Queen - Amérique du Nord
- Olympic Summer Games '96
- On the Ball
- Operation Europe: Path to Victory - Amérique du Nord
- Operation Logic Bomb - Amérique du Nord
- Operation Thunderbolt - Amérique du Nord
- Oscar - Amérique du Nord
- Out to Lunch
- Outlander

## P
- Pac Attack
- Pac-In-Time
- Pac-Man 2: The New Adventures
- Packy and Marlon
- Pagemaster, The
- Paladin's Quest
- Paperboy 2
- Parodius
- Peace Keepers, The
- PGA European Tour
- PGA Tour 96
- PGA Tour Golf
- Phalanx
- Phantom 2040
- Pieces
- Pilotwings
- Pinball Dreams
- Pinball Fantasies
- Pinball Quest
- Pink Goes to Hollywood
- Pinocchio
- Pirates of Dark Water, The
- Pitfall: The Mayan Adventure
- Pit-Fighter
- Player Manager
- Plok
- Pocky and Rocky
- Pocky and Rocky 2
- Pop'n TwinBee: Rainbow Bell Adventures
- Populous
- Porky Pig's Haunted Holiday
- Power Instinct
- Power Moves
- Power Piggs of the Dark Ages
- Power Rangers Zeo: Battle Racers
- Prehistorik Man
- Primal Rage
- Prince of Persia
- Prince of Persia 2: The Shadow and the Flame
- Pro Quarterback Football
- Pro Sport Hockey
- P.T.O.: Pacific Theater of Operations
- P.T.O. II
- Pushover
- Putty
- Puzzle Bobble

## Q
- Q*bert 3

## R
- Race Drivin'
- Radical Rex
- Raiden Trad
- Rampart
- Ranma 1⁄2: Hard Battle
- Rap Jam: Volume One
- Realm
- Relief Pitcher
- Ren and Stimpy Show: Buckaroo$
- Ren and Stimpy Show: Time Warp
- Ren and Stimpy Show: Veediots!
- Ren and Stimpy Show Part II: Fire Dogs
- Revolution X
- Rex Ronan: Experimental Surgeon
- Riddick Bowe Boxing
- Rise of the Phoenix
- Rise of the Robots
- Rival Turf!
- Road Riot 4WD
- Road Runner's Death Valley Rally
- RoboCop 3
- RoboCop versus The Terminator
- Robotrek
- Rock 'N Roll Racing
- Rocketeer
- Rocko's Modern Life: Spunky's Dangerous Day
- Rocky Rodent
- Roger Clemens' MVP Baseball
- Romance of the Three Kingdoms II
- Romance of the Three Kingdoms III
- Romance of the Three Kingdoms IV
- RPM Racing
- R-Type III
- Run Saber

## S
- Sailor Moon - Europe
- Samurai Shodown
- Saturday Night Slam Masters
- Schtroumpfs, Les
- Schtroumpfs autour du monde, Les
- Scooby-Doo Mystery
- SeaQuest DSV
- Secret of Evermore
- Secret of Mana
- Shadowrun
- Shanghai 2: Dragon's Eye
- Shaq Fu
- Shien's Revenge
- Sid Meier's Civilization
- Side Pocket
- SimAnt
- SimCity
- SimCity 2000
- SimEarth
- Simpsons: Bart's Nightmare
- Simpsons: Virtual Bart
- Skul Jagger: Revolt of the Westicans
- Skyblazer
- Smart Ball
- Snow White: Happily Ever After
- Soccer Kid - Nom américain = Adventures of Kid Kleets, The
- Soccer Shootout - Nom américain = Capcom's Soccer Shootout
- Sonic Blast Man
- Sonic Blast Man II
- SOS - Amérique du Nord
- SOS: Sink or Swim
- Soul Blazer
- Space Ace
- Space Football
- Space Invaders
- Spanky's Quest
- Sparkster
- Spectre
- Speed Racer in My Most Dangerous Adventures
- Speedy Gonzales: Los Gatos Bandidos
- Spider-Man: Animated Series
- Spider-Man and Venom: Maximum Carnage
- Spider-Man and Venom: Separation Anxiety
- Spider-Man and the X-Men: Arcade's Revenge
- Spindizzy Worlds
- Spirou
- Sporting News Baseball
- Sports Illustrated Championship Football and Baseball
- Star Trek: Deep Space Nine: Crossroads of Time
- Star Trek: The Next Generation: Echoes from the Past
- Star Trek: Starfleet Academy - Starship Bridge Simulator
- Stargate
- Starwing - Nom américain = Star Fox
- Steel Talons
- Sterling Sharpe End 2 End
- Stone Protectors
- Street Combat
- Street Fighter Alpha 2
- Street Fighter II: The World Warrior
- Street Fighter II Turbo
- Street Hockey '95
- Street Racer
- Strike Gunner: S.T.G.
- Stunt Race FX
- Sunset Riders
- Super 3D Noah's Ark
- Super Adventure Island
- Super Adventure Island II
- Super Air Diver - Nom américain = Lock On
- Super Aleste - Nom américain = Space Megaforce
- Super Baseball Simulator 1000
- Super Bases Loaded
- Super Bases Loaded 2
- Super Bases Loaded 3
- Super Batter Up
- Super Battleship
- Super Battletank
- Super Battletank 2
- Super Black Bass
- Super Bomberman
- Super Bomberman 2
- Super Bomberman 3
- Super Bonk
- Super Bowling
- Super Caesars Palace
- Super Castlevania IV
- Super Chase HQ
- Super Conflict
- Super Dany - Europe
- Super Double Dragon
- Super Earth Defense Force
- Super Ghouls'n Ghosts
- Super Goal!
- Super Goal! 2
- Super Godzilla
- Super High Impact
- Super Hockey
- Super James Pond
- Super Mario All-Stars
- Super Mario Kart
- Super Mario RPG: Legend of the Seven Stars - Amérique du Nord
- Super Mario World
- Super Mario World 2: Yoshi's Island
- Super Metroid
- Super Ninja Boy
- Super Nova
- Super Off Road
- Super Off Road: The Baja
- Super Pang - Nom américain = Super Buster Bros.
- Super Pinball: Behind the Mask
- Super Play Action Football
- Super Probotector: Alien Rebels - Nom américain = Contra III: The Alien Wars
- Super Punch-Out!!
- Super Putty
- Super RBI Baseball
- Super R-Type
- Super Slam Dunk
- Super Slap Shot
- Super Smash TV
- Super Soccer
- Super Soccer Champ
- Super Solitaire
- Super Star Wars
- Super Star Wars: Return of the Jedi
- Super Star Wars: The Empire Strikes Back
- Super Street Fighter II: The New Challengers
- Super Strike Eagle
- Super SWIV
- Super Tennis
- Super Troll Islands
- Super Turrican
- Super Turrican 2
- Super Valis IV
- Super Widget
- Suzuka 8 Hours
- SWAT Kats: The Radical Squadron - Amérique du Nord
- Syndicate

## T
- T2: The Arcade Game
- Tamagotchi Town
- Taz-Mania
- Tecmo Secret of the Stars
- Tecmo Super Baseball
- Tecmo Super Bowl
- Tecmo Super Bowl II: Special Edition
- Tecmo Super Bowl III: Final Edition
- Tecmo Super NBA Basketball
- Teenage Mutant Ninja Turtles: Turtles in Time
- Teenage Mutant Ninja Turtles: Tournament Fighters
- Terranigma
- Terminator, The
- Terminator 2: Judgment Day
- Test Drive II: The Duel
- Tetris and Dr. Mario
- Tetris 2
- Tetris Attack
- Theme Park
- Thomas the Tank Engine and Friends
- Thunder Spirits
- Tick, The
- Timecop
- Time Slip
- Time Trax
- Timon and Pumbaa's Jungle Games
- Tin Star
- Tintin au Tibet
- Tintin et Le Temple du Soleil
- Tiny Toon Adventures: Buster Busts Loose!
- Tiny Toon Adventures: Wacky Sports Challenge
- TKO Super Championship Boxing
- TNN Bass Tournament of Champions
- Todd McFarlane's Spawn: The Video Game
- Tom and Jerry
- Tony Meola's Sidekick Soccer
- Top Gear
- Top Gear 2
- Top Gear 3000
- Total Carnage
- Toy Story
- Toys: Let the Toy Wars Begin!
- Troddlers
- Troy Aikman NFL Football
- True Golf: Wicked 18
- True Golf Classics: Pebble Beach Golf Links
- True Golf Classics: Waialae Country Club
- True Lies
- Tuff E Nuff
- Turn and Burn: No-Fly Zone
- Twisted Tales of Spike McFang

## U
- U.N. Squadron
- Ultima: Runes of Virtue 2
- Ultima VI: The False Prophet
- Ultima VII: The Black Gate
- Ultimate Fighter
- Ultimate Mortal Kombat 3
- Ultraman: Towards the Future
- Uncharted Waters
- Uncharted Waters II: New Horizons
- Unirally
- Untouchables
- Urban Strike
- Utopia: The Creation of a Nation

## V
- Val d'Isère Championship
- Vegas Stakes
- Virtual Soccer - Europe
- Vortex

## W
- War 2410 - Amérique du Nord
- War 3010: The Revolution - Amérique du Nord
- Wario's Woods
- WarpSpeed
- Waterworld - Europe
- Wayne Gretzky Hockey NHLPA All-Stars - Amérique du Nord
- Wayne's World
- WCW SuperBrawl Wrestling - Amérique du Nord
- Weaponlord
- We're Back : A Dinosaurs Story
- Wheel of Fortune: Featuring Vanna White - Amérique du Nord
- Wheel of Fortune: Deluxe Edition - Amérique du Nord
- Where in the World is Carmen Sandiego ?
- Where in Time is Carmen Sandiego? - Amérique du Nord
- Whirlo
- Whizz
- Wild Guns
- WildSnake - Amérique du Nord
- Williams Arcade's Greatest Hits
- Wing Commander
- Wing Commander: The Secret Missions
- Winter Gold
- Winter Olympics: Lillehammer '94
- Wizard of Oz - Amérique du Nord
- Wizardry 5: Heart of the Maelstrom - Amérique du Nord
- Wolfchild - Amérique du Nord
- Wolfenstein 3D
- Wolverine: Adamantium Rage
- Wordtris - Amérique du Nord
- World Cup Striker
- World Cup USA '94
- World Heroes
- World Heroes 2 - Amérique du Nord
- World League Basketball - Nom américain = NCAA Basketball
- World League Soccer - Amérique du Nord
- World Masters Golf
- Worms
- WWF Raw
- WWF Royal Rumble
- WWF Super WrestleMania
- WWF WrestleMania: The Arcade Game

## X
- Xardion - Amérique du Nord
- X-Kaliber 2097
- X-Men : Mutant Apocalypse
- X-Zone

## Y
- Yogi Bear's : Cartoon Capers - Nom américain = Adventures of Yogi Bear
- Yoshi's Cookie
- Yoshi's Safari
- Young Merlin
- Ys III: Wanderers from Ys - Amérique du Nord

## Z
- Zero the Kamikaze Squirrel
- Zombies - Nom américain = Zombies Ate My Neighbors
- Zool
- Zoop

- Haut – A
- B
- C
- D
- E
- F
- G
- H
- I
- J
- K
- L
- M
- N
- O
- P
- Q
- R
- S
- T
- U
- V
- W
- X
- Y
- Z